# 阿纳卡普图尔
阿纳卡普图尔（Anakaputhur），是印度泰米尔纳德邦Kancheepuram县的一个城镇。总人口31733（2001年）。

## 人口
该地2001年总人口31733人，其中男性16038人，女性15695人；0—6岁人口3747人，其中男1929人，女1818人；识字率74.20%，其中男性为79.66%，女性为68.61%。